# И мы любим жизнь
И мы любим жизнь (англ. "And we love life", араб. "ونحن نحب الحياة"‎) — художественный фильм режиссёра Абдуллы Иссы, снятый в 2013 году.

## Сюжет
Юный беженец Ахмад в Секторе Газа мечтает стать моряком, чтобы сбежать из блокады. Но, посмотрев на судьбы моряков, он понимает, что море окружено военными кораблями. Он также с большим талантом играет в футбол, но понимает, что стать мировой звездой как Месси или Роналдо невозможно, так как в Газе разрушен единственный стадион. После гибели отца, Ахмед был вынужден работать в мастерской. Узнав, что мастерские бомбят, думая, что там делают ракеты «Кассам», он решает стать шахидом, чтобы попасть в рай.
В поисках рая он начинает понимать, что великий джихад — это быть рядом со своей мамой и сестрой. Тогда он обещает своей однокласснице стать великим актёром как Омар Шариф, чтобы стать почетным послом мира в мире. Именно так у ребёнка возникает вопрос: «Разве дети в Израиле боятся также, как и мы?».

## В ролях
- Ахмад — Ахмад Аль-Маккуси
- Хазим — Хазим Сурур
- Виам — Виам абу Аль-Анзин
- Специальное появление Исмаила Хания, премьер-министра правительства сектора Газа[англ.] и члена политбюро ХАМАС[4].

## Съёмочная группа
Режиссёр и генеральный продюсер: Абдулла Исса
Исполнительные продюсеры: Рамиль Хайрулин, Исса Исса
Оператор-постановщик: Александр Кошелев
Директор производства: Рашид Исхаков
Режиссёр монтажа: Александр Кошелев

## О фильме
Этим фильмом мы хотели рассказать, что "Израилю" с его агрессией никогда не удастся сломить волю палестинского народа, особенно детей, как бы ему этого не хотелось. Несмотря на то, что палестинские дети в секторе Газа пережили несколько войн и продолжают жить в блокаде, испытывая множество лишений, они подобно своим сверстникам в других странах мечтают стать известными людьми, учеными, спортсменами. У них есть на это полное право. Мы не хотим, чтобы наши дети становились шахидами. Они должны жить, мечтать, строить свою судьбу. Ислам запрещает взрывать себя,   сводить счеты с жизнью. И мусульманские ученые подтверждают, что главный джихад – это мир и созидание. Об этом наш фильм.Абдулла Исса, автор сценария и режиссёр
Фильм рассказывает о сложной жизни палестинцев в Секторе Газа. Это необычная картина представляет собой что-то между игровым и документальным кино: в рамках придуманного сценария показаны реальные герои и истории, сняты реальные ситуации и эмоции людей, переживших ужасные трагедии.

## Факты
Режиссёр и генеральный продюсер фильма — Абдулла Исса, журналист, поэт, писатель, организатор большого числа международных встреч с участием политических, культурных деятелей и бизнесменов из России и стран арабского мира. Не понаслышке знает о жизни палестинских беженцев, так как и сам беженец, выросший в Сирии, получивший образование в России и уже давно работающий здесь.
29 ноября 2013 года фильм был показан на открытие Международного дня солидарности с палестинским народом при Организации Объединённых Наций, ООН в Москве.
29 октября 2016 года фильм был показан на Фестивале «День Арабской культуры» в Иваново.